# Zadimerodiidae
Zadimerodiidae zijn een uitgestorven familie van tweekleppigen uit de orde Actinodontida.